# Систем образовања одраслих: поглед из контекста
Систем образовања одраслих: поглед из контекста је научна монографија ванредног професора Филозофског факултета Универзитета у Београду Јована Миљковића, објављена 2019. године. Представља резултат рада на пројекту Модели процењивања и стратегије унапређивања квалитета образовања у Србији, број 179060 (2011—2019) који финансира Министарство просвете, науке и технолошког развоја Републике Србије.

## О аутору
Јован Миљковић је ванредни професор Одељења за педагогију и андрагогију Филозофског факултета Универзитета у Београду. Професор је на основним, мастер и докторским студијама. Аутор је више десетина научних радова из области Менаџмента, маркетинга и лидерства у образовању одраслих, Политика образовања одраслих, Система и организације образовања одраслих, Функционалног основног образовања одраслих и кључних компетенција.

## О књизи
У предговору аутор истиче да не постоје два идентична система образовања одраслих и да је његово формирање особено и специфично за свако окружење, тако се овом монографијом истражују околности и услови генезе образовања одраслих у Србији током првих сто година њене модерне историје. У жељи да истражи и опише развој система образовања одраслих у Србији, аутор је истражио јављање и еволуцију његових структуралних елемената, функционалност веза које постоје између самих елемената система, као и између елемената система и њиховог вишедимензионалног и вишенивоског окружења. Фокус је на контексту у којем је систем образовања одраслих зачет и у којем се развијао, као и на његовој нераскидивој вези са елементима окружења у којем је поникао и вишезначност функција које образовање одраслих има за све своје актере. Контекст из којег је посматрао систем образовања одраслих је кроз призму кибернетичког модела система користећи друштвено-историјски приступ и историјски приступ са описом окружења у коме се и за кога систем образовања одраслих развијао. Монографија се састоји из две веће целине. У првом делу Систем образовања одраслих: поглед из теоријског контекста су представљена различита одређења образовања одраслих у контексту феномена учења и образовања, али и у контексту феномена одраслости, након чега је одређен појам систем образовања одраслих, затим дефинисање система образовања одраслих, смештање система образовања одраслих у кибернетички модел система. Први део монографије је завршен са разлагањем система образовања одраслих на подсистеме образовања одраслих, као и на њихове даље конституенте. Други део је усмерен на истраживање развоја система образовања одраслих у Србији који започиње његовом периодизацијом, анализом и приказом развоја образовања одраслих у прве две историјске фазе: од зачетака модерне српске државе 1804. до њене пуне независности 1878. и од независности Србије 1878. до формирања Краљевине Срба, Хрвата и Словенаца 1918. Прву фазу је аутор поделио на три подфазе: од Првог српског устанка до краја прве владавине кнеза Милоша 1839, периода обележен владавином уставобранитеља до 1858. и од повратка Обреновића на трон до пуне српске независности 1878, док је другу епоху посматрао као монолитну. У оквиру сваког периода је анализирао општу околину у којој је настајало образовање одраслих у Србији са освртом на елементе околине као што су друштвено-економски систем, научно-технички систем и глобално доминантне парадигме у образовању. Организацију образовања одраслих је посматрао са аспекта функције коју образовање одраслих има за анализиране елементе поделивши их на четири типа: I) организације чија је централна функција образовање одраслих, II) организације којима је образовање одраслих секундарна функција, III) организације за које је образовање одраслих блиско по функцији јер задовољава неке потребе које те организације препознају као своју обавезу и одговорност и IV) организације за које је образовање одраслих другостепена функција која се користи за подршку посебних интереса саме организације.